# ليون دي كوستر
ليون دي كوستر هو لاعب رماية بلجيكي، (و. 1893  م).

## وصلات خارجية
- ليون دي كوستر على موقع أوليمبيديا (الإنجليزية)